# Manta-Manaus
Das Projekt „Multimodale Achse Manta-Manaus“ ist ein bisher nicht durchgeführter und nicht finanzierter Plan zur Einrichtung einer Handelsroute zwischen Manta in Ecuador und Manaus in Brasilien. Sie soll den Transport brasilianischer Güter an die ecuadorianische Küste ermöglichen, um von dort aus Asien und die Vereinigten Staaten Amerikas zu bedienen; in der Gegenrichtung sollen ecuadorianische Güter nach Brasilien und Europa transportiert werden können. 
Das Projekt soll die Häfen Esmeraldas und Manta am Pazifik mit Manaus am Amazonas verbinden und somit in weiterer Folge mit dem Atlantik. Für die 800 Kilometer Landweg vom Hafen Manta zum (noch für den Güterverkehr kaum ausgebauten) Hafen Puerto Francisco de Orellana würden bei entsprechender Infrastruktur 48 Stunden benötigt. Dort würden die Container verschifft und innerhalb von 10 Tagen über den Fluss Napo durch Peru in den Amazonas bis nach Manaus transportiert. 
Zur Realisierung des Projektes müssten ecuadorianische Häfen und Verbindungsstraßen (von Manta über Quevedo nach Latacunga in den Anden und von dort ins Amazonastiefland) ausgebaut werden. Die Finanzierung des Ausbaus des Hafens von Manta ist gesichert, wohingegen die Finanzierung der übrigen Transportinfrastruktur nicht gesichert ist.